# Publio Elio Peto (cónsul 337 a. C.)
Publio Elio Peto  fue un político y militar romano del siglo IV a. C. perteneciente a la gens Elia.

## Familia
Peto fue miembro de los Elios Petos, una rama familiar de la gens Elia. Fue probablemente padre del consular Cayo Elio Peto y del edil Lucio Elio Peto.

## Carrera pública
En el año 337 a. C. obtuvo el consulado  y fue elegido en el año 321 a. C. por el dictador Quinto Fabio Ambusto para que fuese su magister equitum. Fue uno de los primeros plebeyos en conseguir el augurado al ser elegido para dicha dignidad en el año 300 a. C.